# Giuseppe Furino
Giuseppe Furino (Palermo, 5 de julho de 1946) é um ex-futebolista italiano que atuava como defensor. Furino era um jogador pequeno, ainda que tenaz e físico, Furino foi apelidado de Furia e era conhecido por sua capacidade de roubo de bola, embora ele também fosse dotado de boas habilidades técnicas. 
Ele começou sua carreira no Savona em 1966 e depois passou uma temporada com Palermo em 1968. Em 1969, ele se mudou para a Juventus, onde permaneceu por 13 temporadas, ele chegou a ser capitão do clube. Com o clube de Turim, Furino ganhou oito campeonatos da Serie A.
A nível internacional, ele representou a Itália na Copa do Mundo da FIFA de 1970.

## Carreira
Furino jogou nas categorias de base da Juventus, depois ele jogou no Savona e no Palermo antes de voltar ao Juventus, agora como profissional.
Furino fez sua estréia na Juventus em uma partida da Coppa Italia contra o Mantova em 31 de agosto de 1969. Ele seguiu jogando na Juventus por 15 temporadas sucessivas. Seu último jogo foi contra o Avellino em 6 de maio de 1984. 
No total ele fez 361 Aparições na Serie A para a Juventus e 528 em todas as competições, marcando 19 gols, também servindo como capitão da equipe .  
Furino ganhou oito campeonatos da liga italiana com a Juventus. Ele detém o título de jogador que mais ganhou campeonatos italianos, um recorde que ele compartilha com Giovanni Ferrari e Gianluigi Buffon (Virginio Rosetta também ganhou oito campeonatos nacionais, mas três deles vieram antes da formação de uma série profissional). Durante o seu tempo com a Juventus, ele também ganhou a Coppa Italia duas vezes, bem como uma Taça UEFA e uma Taça dos Vencedores de Taças, chegando também à final da Liga dos Campeões em 1973 e 1983, bem como a Copa Intercontinental.

## Carreira Internacional
Furino jogou três vezes para a Seleção Italiana de Futebol entre 1970 e 1974, ele também participou da Copa do Mundo de 1970, onde a Itália chegou à final. Ele fez sua estréia internacional durante o torneio, na partida da Itália contra o Uruguai, em 6 de junho de 1970, em substituição a Angelo Domenghini.  

## Estilo de Jogo
Apesar de sua pequena estatura, Furino era um jogador tenaz e taticamente versátil, que se destacou em seu papel de meio-campo defensivo devido ao seu físico forte. Apelidado de "Furia" (Fury) pelos torcedores da Juventus, ele era conhecido como um jogador agressivo e trabalhador, cujos atributos principais eram sua resistência e sua capacidade de ler o jogo. Ele também era um jogador de equipe e possuía boa habilidade técnica.

## Títulos

### Clube
Juventus FC 
- Serie A: 1971-72 , 1972-73 , 1974-75 , 1976-77 , 1977-78 , 1980-81 , 1981-82 , 1983-84
- Coppa Italia: 1978-79 , 1982-83
- Taça UEFA: 1976-77
- Taça dos Clubes Vencedores de Taças: 1983-84